# 마법 천자문 (드라마)
《마법 천자문》은 대한민국의 방송사 KBS에서 방영된 마지막 어린이 드라마이다. 현재는 어린이 드라마를 제작하고 있지 않다.
이 프로그램을 끝으로 KBS 어린이드라마는 34년만에 막을내리고 역사속으로 사라졌다.

## 줄거리
현실 세계에 환생한 주인공들이 인간 세계에 던져진 10개의 한자 마법을 찾기 위해 벌이는 고군분투를 담은 이야기이다.

## 등장 인물

### 주요 인물
- 신기준 : 손오공 역
- 이지우 : 삼장 역
- 최민영 : 옥동자 역
- 박충선 : 보리도사 역

### 손오공 주변인물
- 박형준 : 손가락 역
- 이연경 : 선현인 역
- 노유정 : 백현미 역
- 이빛나 : 손반지 역
- 김선홍 : 왕구슬 역

### 옥동자 가족
- 오정민 : 옥준 역
- 유지연 : 유난희 역

### 교사들
- 천이슬 : 진선미 / 진샤오공주 역
- 광민 : 이랑 역
- 고두옥 : 고단백 역
- 지유 : 도도희 역

### 반 친구들
- 연정흠 : 장견우 역
- 김혜진 : 우미호 역
- 정예우 : 반갑수 역

### 마왕 인물
- 래현 : 혼세 / 천세태자 역
- 이하원 : 질투마녀 역
- 박승우 : 흑심마왕 역
- 강은아 : 나경은 역
- 박계윤 : 홍일두 역
- 신지민 : 대마왕 역
- 박하진 : 오크 역

## 사운드트랙

### 마법천자문 OST Part 1 (어느 별에서)
전체 작사·작곡: 콰지모도
| #            | 제목                    | 음악가       | 재생 시간 |
| ------------ | ----------------------- | ------------ | --------- |
| 1.           | 〈어느 별에서〉         | 포커즈       | 2:15      |
| 2.           | 〈마법천자문 (오프닝)〉 | 서지안       | 0:37      |
| 3.           | 〈겁이 많아요〉         | 나인 (Nine)  | 3:29      |
| 총 재생 시간 | 총 재생 시간            | 총 재생 시간 | 6:06      |

### 마법천자문 OST Part 2 (Magic)
| #            | 제목               | 재생 시간 |
| ------------ | ------------------ | --------- |
| 1.           | 〈Magic〉          | 2:45      |
| 2.           | 〈Find The Way 1〉 | 2:59      |
| 3.           | 〈Find The Way 2〉 | 2:25      |
| 4.           | 〈Hey Hey Boy〉    | 3:10      |
| 5.           | 〈그대의 향기〉    | 3:30      |
| 6.           | 〈두근두근〉       | 2:27      |
| 7.           | 〈Make A Wish〉    | 3:42      |
| 총 재생 시간 | 총 재생 시간       | 20:58     |